# Fanouris et les siens
Pour plus de détails, voir Fiche technique et Distribution.
Fanouris et les siens (Ο Φανούρης και το σόι του / O Fanoúris kai to sóï tou) est un film grec réalisé par Dimítris Ioannópoulos (el) et sorti en 1957.

## Synopsis
Fanouris veut marier sa sœur Katina à Solon qui commence à se faire pressant. Pour lui constituer une dot, Fanouris essaie, sans succès de vendre des terres dans le quartier athénien de Kolokynthoú, puis il compte sur son frère Giannis qui a émigré en Amérique. Giannis et sa femme rentre en Grèce mais refusent d'aider Fanouris. Finalement, Vangelis, un marin parti depuis deux ans, secrètement amoureux de Katina revient. Il l'épouse sans exiger de dot.

## Fiche technique
- Titre : Fanouris et les siens
- Titre original : Ο Φανούρης και το σόι του (O Fanoúris kai to sóï tou)
- Réalisation : Dimítris Ioannópoulos (el)
- Scénario : Alékos Sakellários et Chrístos Giannakópoulos (el) d'après leur pièce
- Décors : Marinélla Aravanítou
- Photographie : Gerásimos Kalogerátos
- Montage : Gerásimos Papadátos
- Musique : Kóstas Kapnísis (en)
- Production : Anzervos
- Pays d'origine :  Grèce
- Langue : grec
- Format :  Noir et blanc
- Genre : Comédie
- Durée : 81 minutes
- Dates de sortie : 2 décembre 1957

## Distribution
- Mímis Fotópoulos
- Gélly Mavropoúlou (el)
- Naná Skiadá
- Theódoros Dimítriou (el)
- Níkos Férmas
- Giánnis Ioannídis
- Ánna Fónsou (el)
- Níkos Mathéos
- Lavréntis Dianéllos (en)
- Tzóly Garbí (en)
- Kóstas Doúkas (el)